# 미스 페티그루의 어느 특별한 하루
《미스 페티그루의 어느 특별한 하루》(영어: Miss Pettigrew Lives for a Day)는 2008년에 공개된 미국의 로맨틱 코미디 영화이다. 바랫 낼러리가 감독하고 사이몬 뷰포이와 데이빗 매기가 공동 각본을 썼다. 이 영화에는 프란시스 맥도맨드, 에이미 아담스, 키어런 하인즈, 리 페이스가 출연한다. 위니프레드 왓슨의 1938년 동명의 소설을 원작으로 1930년 영국 런던의 화려한 사교계를 배경으로 한다.

## 시놉시스
1930년대 화려한 런던 사교계를 배경으로 바람둥이 배우 지망생 라포세(에이미 아담스 분)과 번번이 직장을 잃고 제대로 하는 일 없이 하루를 보내는 그녀의 수상한 매니저 미스 페티그루(프란시스 맥도맨드 분)가 그의 남자 문제를 해결하면서 그녀의 매니저로 화려한 런던 상위 1%의 사교계에 입문한다. 이후 화려한 사교계의 중심에 서게 된 페티그루의 특별한 하루를 그린 연애 컨설팅 코미디.

## 출연진

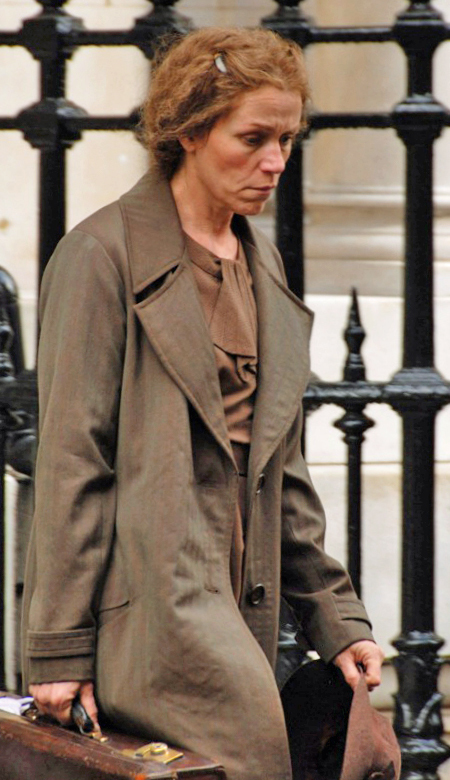
2007년 5월 촬영장에서 프란시스 맥도맨드.

- 프란시스 맥도맨드 - 귀네비어 페티그루 역
- 에이미 아담스 - 데일시아 라포세 역
- 리 페이스 - 마이클 파듀 역
- 톰 페인 - 필 골드먼 역
- 마크 스트롱 - 닉 클더엘리 역
- 셜리 헨더슨 - 이디스 뒤바리 역
- 키어런 하인즈 - 조 블롬필드 역
- 크리스티나 콜 - 샬롯 워런 역
- 스테파니 콜 - 홀트 아주머니 역